# Дзершин
Дзершин (пол. Dzierszyn) — село в Польщі, у гміні Імельно Єнджейовського повіту Свентокшиського воєводства.
Населення — 143 особи (2011).
У 1975-1998 роках село належало до Келецького воєводства.

## Демографія
Демографічна структура на день 31 березня 2011 року:
|          | Загалом | Допрацездатний вік | Працездатний вік | Постпрацездатний вік |
| -------- | ------- | ------------------ | ---------------- | -------------------- |
| Чоловіки | 71      | 14                 | 50               | 7                    |
| Жінки    | 72      | 14                 | 43               | 15                   |
| Разом    | 143     | 28                 | 93               | 22                   |